# Mahwah (ort i Indien)
Mahwah är en ort i Indien.   Den ligger i distriktet Dausa och delstaten Rajasthan, i den centrala delen av landet, 180 km söder om huvudstaden New Delhi. Mahwah ligger 237 meter över havet och antalet invånare är 22 624.
Terrängen runt Mahwah är platt, och sluttar österut. Runt Mahwah är det tätbefolkat, med 356 invånare per kvadratkilometer. Mahwah är det största samhället i trakten. Trakten runt Mahwah består till största delen av jordbruksmark.